# Ḡ
Cette page contient des caractères spéciaux ou non latins. S’ils s’affichent mal (▯, ?, etc.), consultez la page d’aide Unicode.
Ḡ (minuscule : ḡ), appelé G macron, est une lettre additionnelle latine, utilisée dans l’écriture du kakabai, du kokota, du mwotlap, du sinaugoro et dans la romanisation du géorgien ISO 9984.
Il s’agit de la lettre G diacritée d’un macron. Il est parfois utilisé dans la romanisation de l’alphabet kharoshthi.

## Utilisation
En kokota, ‹ ḡ › représente le phonème /ɡ/, ‹ g › étant déjà utilisé pour /ɣ/.
En mwotlap, ‹ ḡ › se prononce [ᵑɡ] (c’est cependant un son très rare, présent seulement dans quelques emprunts).
En sinaugoro, ‹ ḡ › représente une consonne fricative vélaire voisée [ɣ], et le digramme ‹ ḡw › représente une consonne fricative vélaire voisée labialisée [ɣʷ].
La norme ISO 9984, un système de translittération de l’alphabet géorgien, utilise ‹ ḡ › pour représenter la lettre ღ (ghan).

## Représentations informatiques
Le G macron peut être représente avec les caractères Unicode suivants :
- précomposé (latin étendu additionnel) :

| formes    | représentations | chaînes de caractères | points de code | descriptions                     |
| --------- | --------------- | --------------------- | -------------- | -------------------------------- |
| capitale  | Ḡ               | Ḡ                     | U+1E20         | lettre majuscule latine g macron |
| minuscule | ḡ               | ḡ                     | U+1E21         | lettre minuscule latine g macron |

- décomposé (latin de base, diacritiques) :

| formes    | représentations | chaînes de caractères | points de code | descriptions                                 |
| --------- | --------------- | --------------------- | -------------- | -------------------------------------------- |
| capitale  | Ḡ               | G◌̄                    | U+0047 U+0304  | lettre majuscule latine g diacritique macron |
| minuscule | ḡ               | g◌̄                    | U+0067 U+0304  | lettre minuscule latine g diacritique macron |